# فينتشنزو توماسون
فينتشنزو توماسون (بالإيطالية: Vincenzo Tommasone)‏ هو لاعب كرة قدم إيطالي في مركز الهجوم، ولد في 26 فبراير 1995 في كاسينو في إيطاليا. لعب مع إنتر ميلان ونادي ريجينا ونادي لاتسيو.

## وصلات خارجية
- فينتشنزو توماسون على موقع قاعدة بيانات كرة القدم.إي يو (الإنجليزية)
- فينتشنزو توماسون على موقع Soccerway.com (الإنجليزية)